# 吉城園
吉城園（よしきえん）は奈良県奈良市にある奈良県所有の日本庭園。

## 歴史
当地には元興福寺子院の摩尼珠院があったと伝わっている。
明治期には民間の所有となり、1919年（大正8年）に現在の建物と庭園が造られた後、奈良県の所有となり1989年（平成元年）4月1日に開園した。県営となって以降、入園料は有料であったが、2020年4月から無料となった。庭には茶室があり、有料で茶会等に使用することができる。

## 庭園
池の庭、苔の庭、茶花の庭からなる。
- 池の庭 - 江戸時代からの自然の地形、起伏、曲線を巧みに利用し、西に建つ旧正法院家住宅と一体となるよう造られている[2]。
- 苔の庭 - 全面が杉苔に覆われた庭園で、茅葺屋根の離れ茶室と一体となり閑静なたたずまいを見せている[2]。
地下に飛火野と同系の地下水脈が流れていると言われ、杉苔の生育に適した土地となっている[2]。
- 茶花の庭 - 茶席に添える季節感のある草花が植えられ、素朴で潤いのある景観となっている[2]。

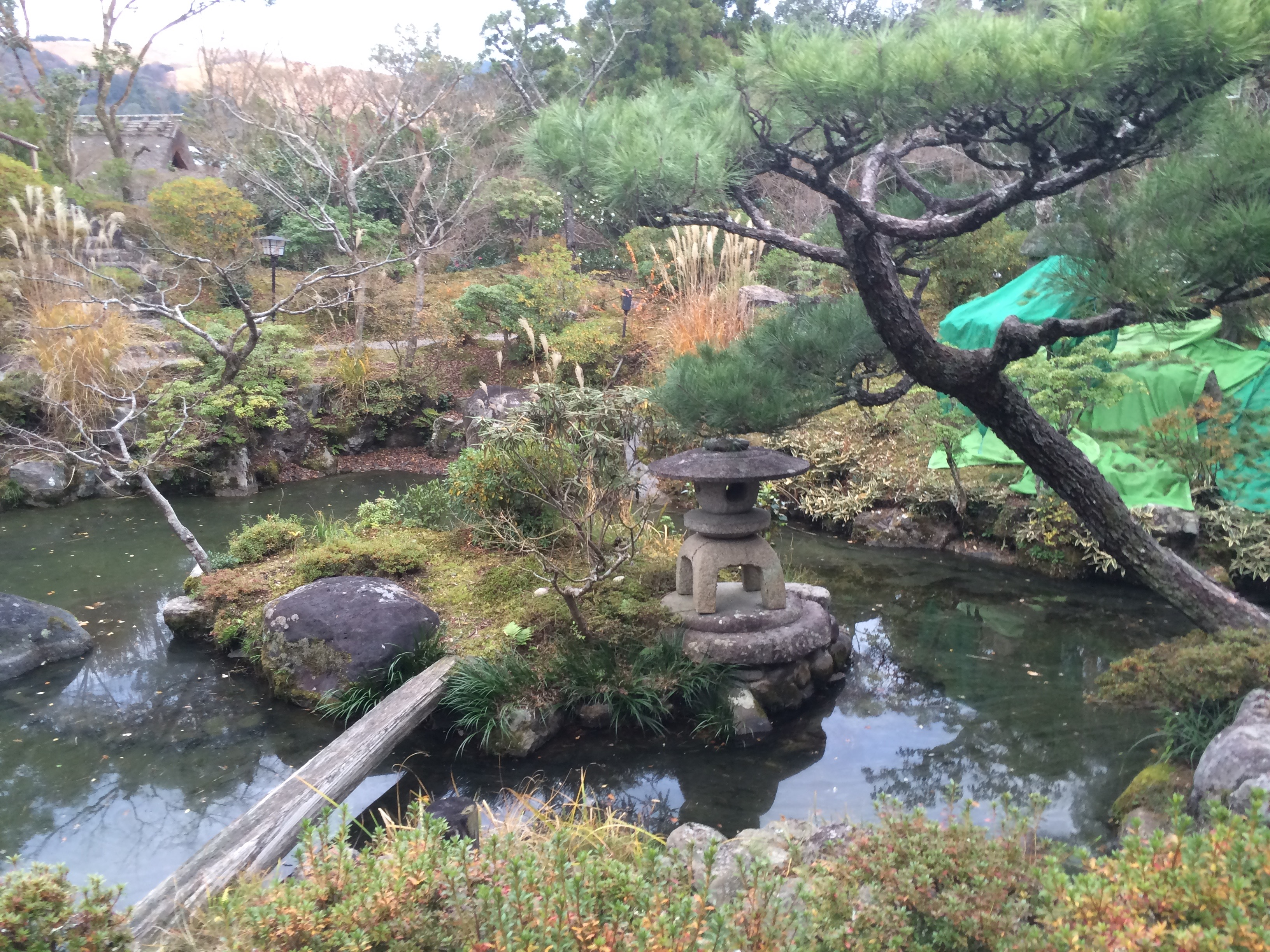
池の庭
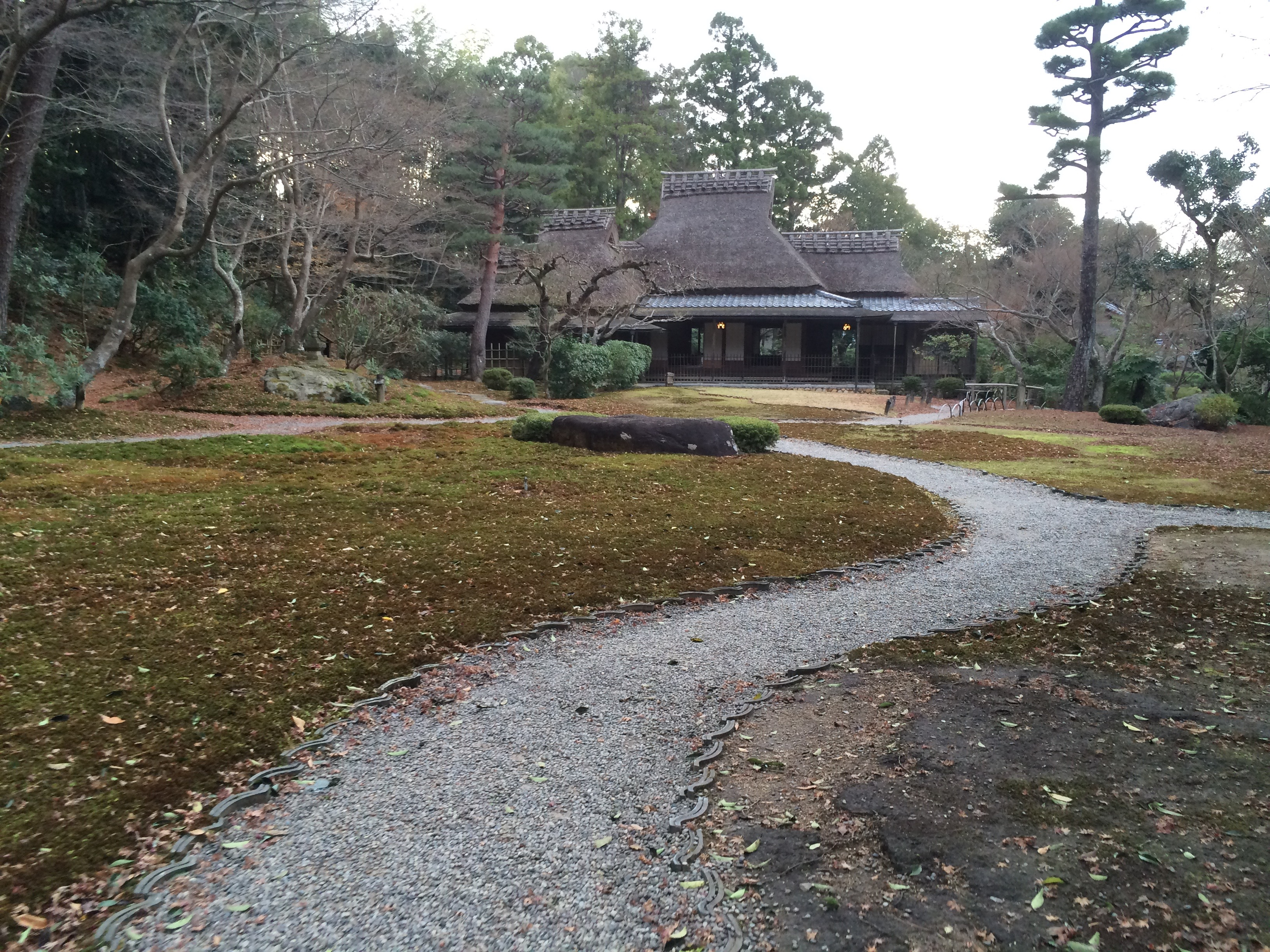
苔の庭
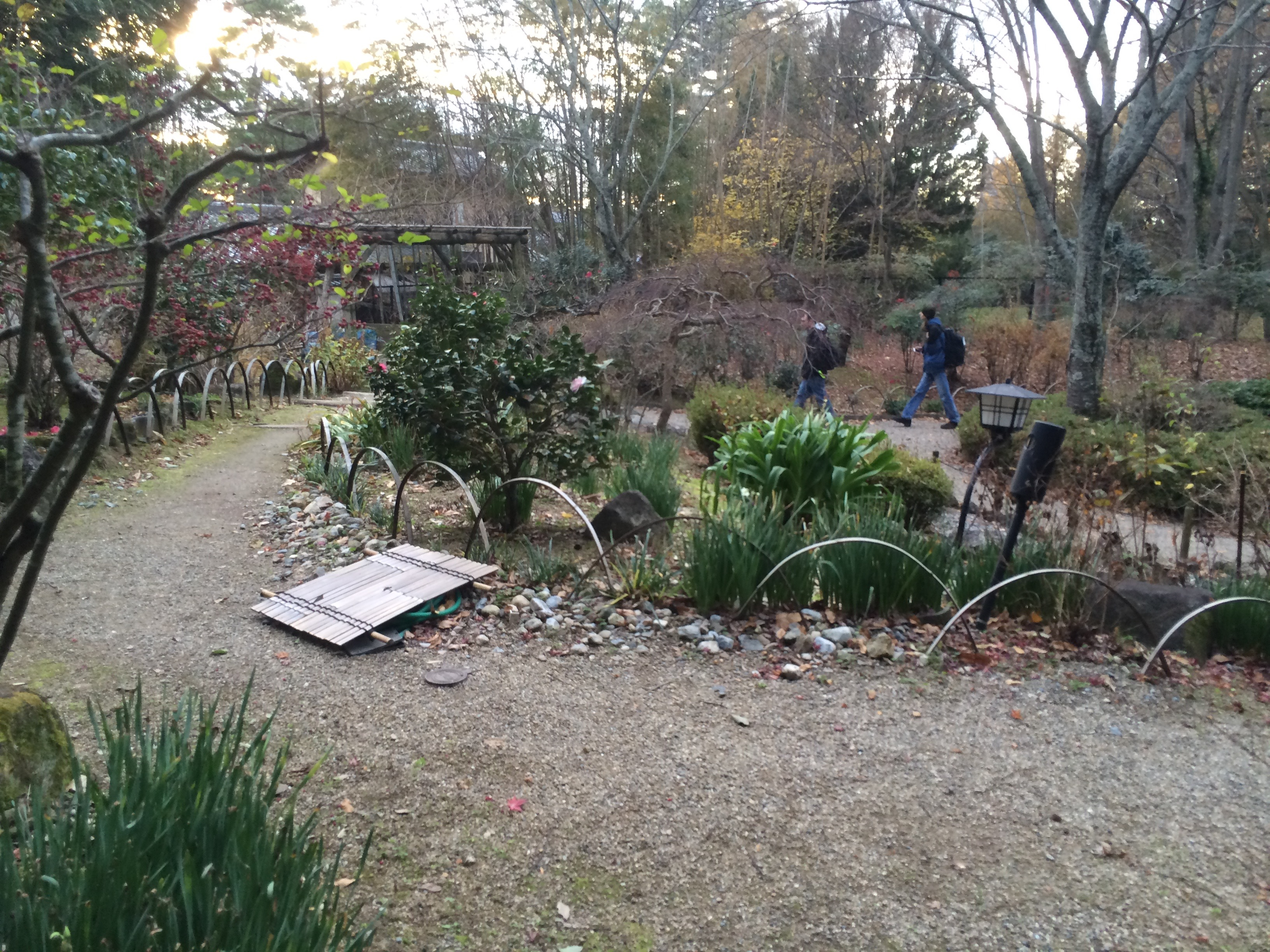
茶花の庭

## 園内の建造物
- 旧正法院家住宅 - 大正期の近代和風住宅として、2011年（平成23年）3月、奈良県指定有形文化財となった（離れ茶室含む）[2]。
- 離れ茶室 - 茅葺屋根の茶室で、2010年（平成22年）5月に葺き替えが行われた[2]。

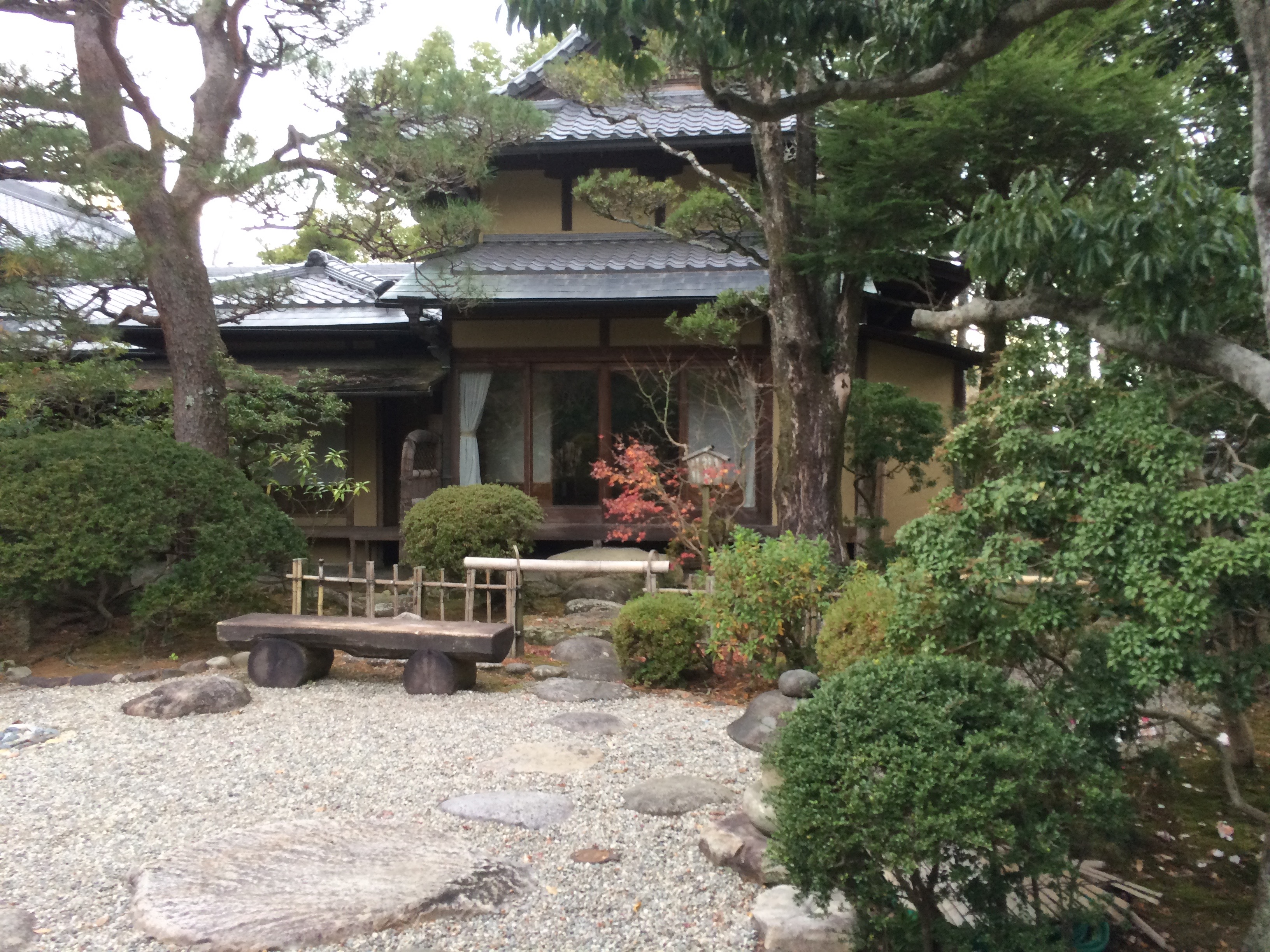
旧正法院家住宅
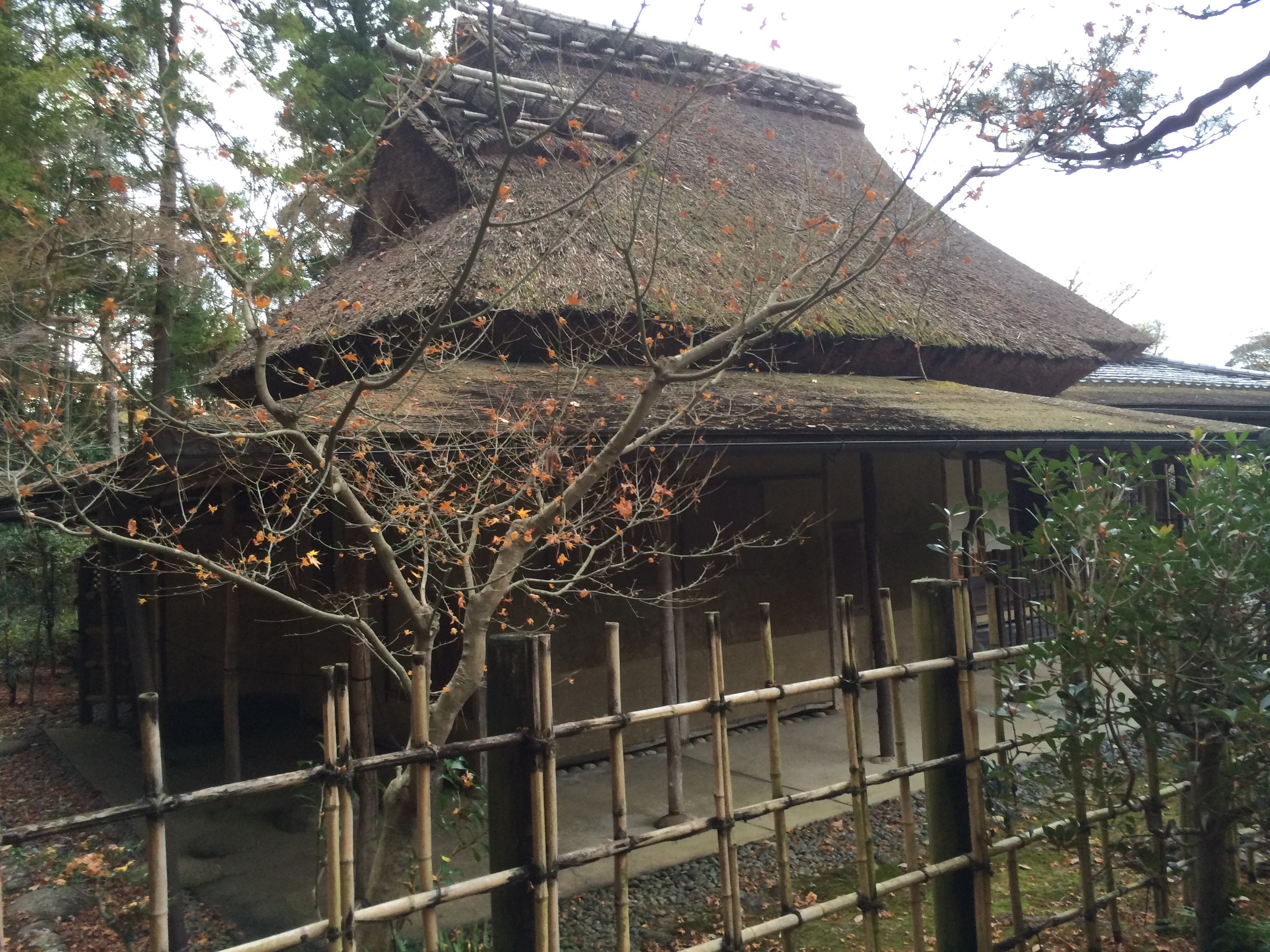
離れ茶室
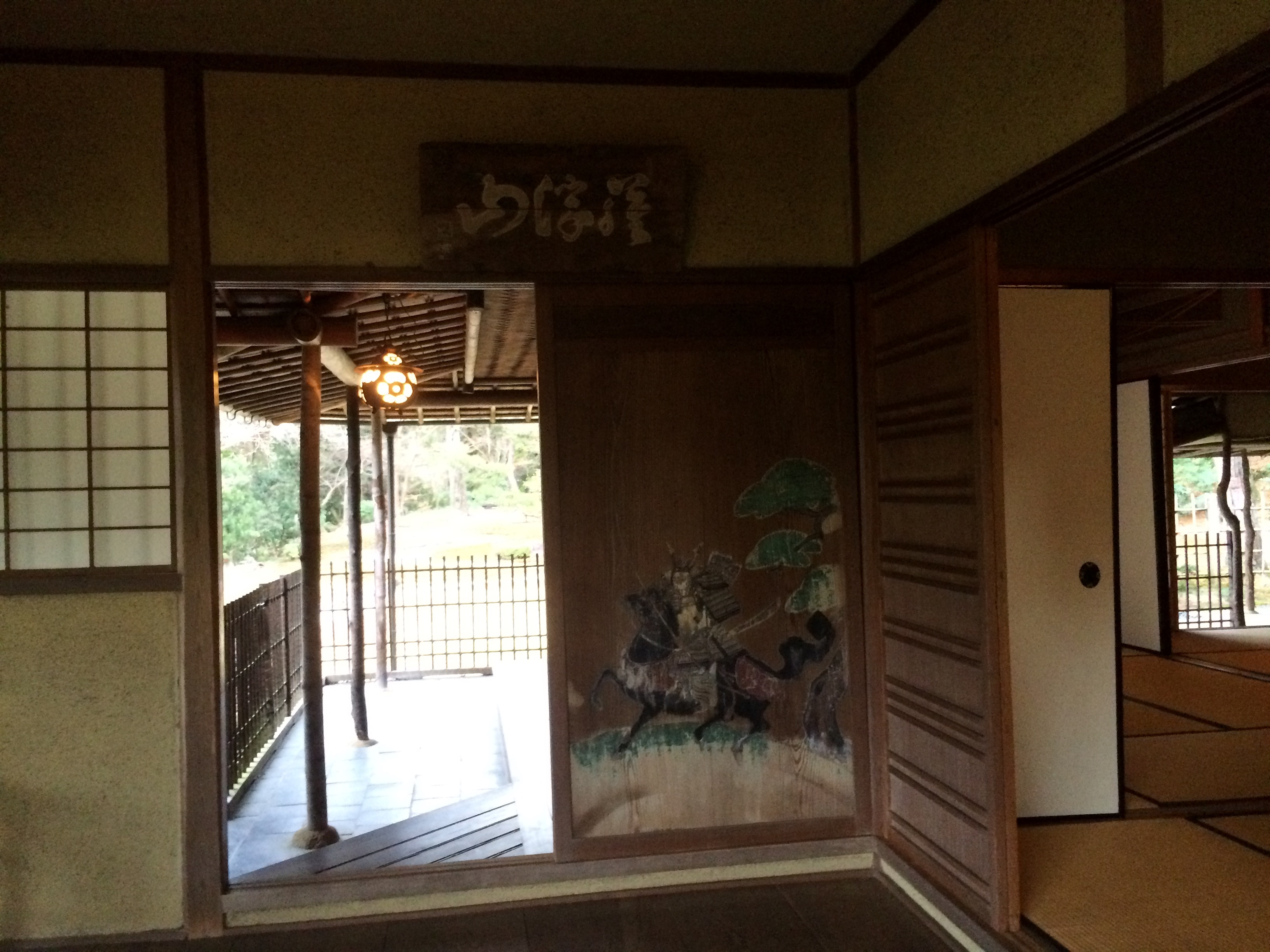
離れ茶室内杉戸絵、羅俘山の扁額

## 所在地・交通
- 所在地 - 奈良県奈良市登大路町60-1
- 交通アクセス - JR奈良駅、近鉄奈良駅から奈良交通バス（市内循環外回り）「県庁東」下車、徒歩約3分
近鉄奈良駅から徒歩15分[3]

## 周辺
- 依水園（隣接）
- 入江泰吉旧居
- 奈良公園

## 出展
1. ↑  興福寺古絵図
2. 1 2 3 4 5 6 7 8  現地配布公式パンフレット
3. ↑  奈良公園Quick Guide